# 庙后台遗址
庙后台遗址，位于中国青海省湟中县田家寨乡田家寨村，为第四批青海省文物保护单位，公布日期为1986年5月27日，类型为古遗址。
庙后台遗址的历史年代为齐家文化。